# Rhododendron hirsutum
La rosa delle Alpi o rododendro peloso (Rhododendron hirsutum L., 1753) è una specie arbustiva sempreverde appartenente alla famiglia delle Ericacee.
Condivide il nome comune "rosa delle Alpi" con un'altra molto simile, Rhododendron ferrugineum col quale può incorrere in ibridazione generando Rhododendron × intermedium Tausch.

## Descrizione

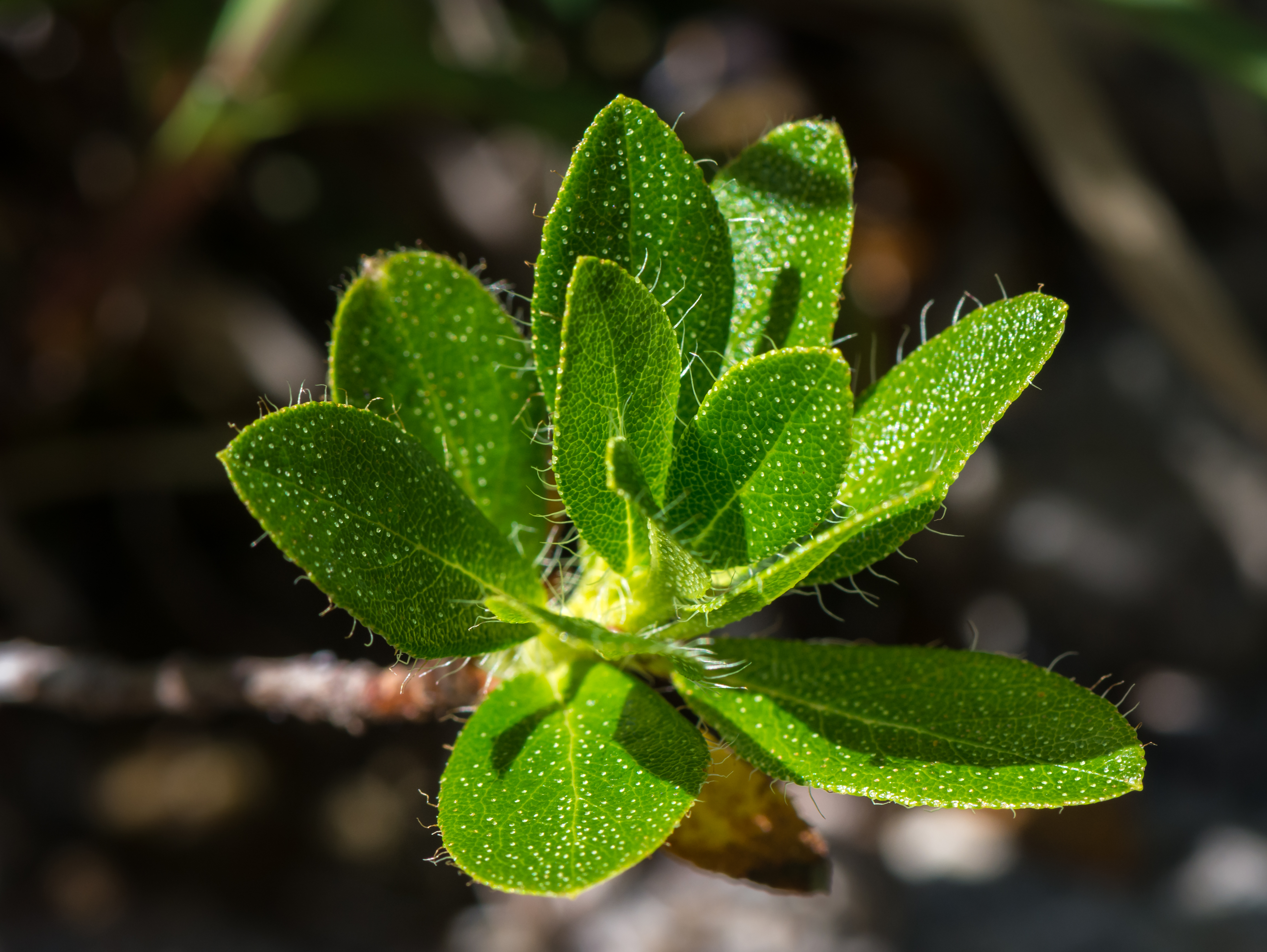
Particolare delle foglie dove si vedono chiaramente i peli ai margini

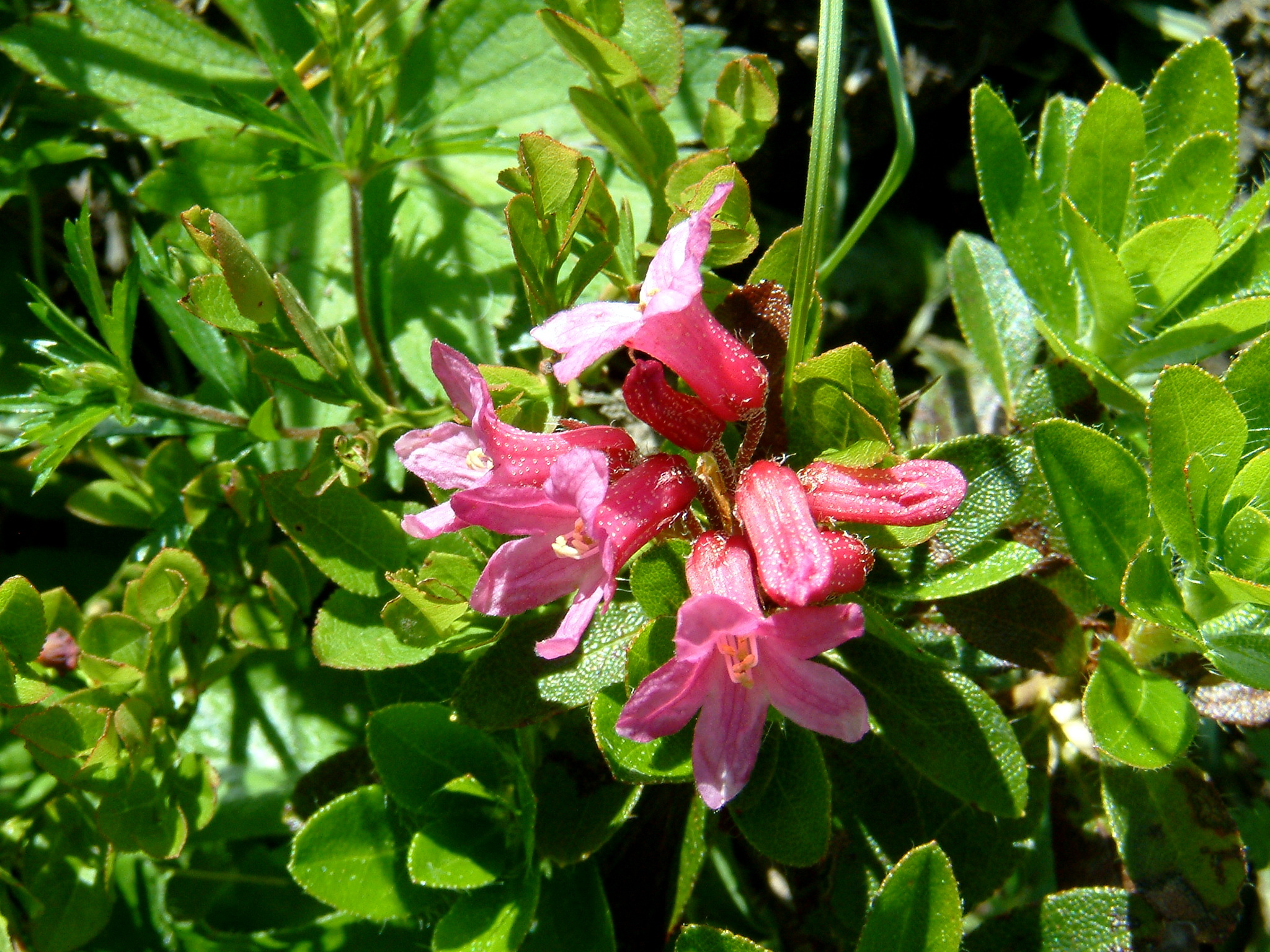
Infiorescenza

La pianta si presenta con portamento arbustivo legnoso, molto ramificato, di altezza di rado superiore ai 60 cm e spesso prostrato per sorreggere carichi nevosi. I rami sono molteplici e partono dal colletto in numerosi. La scorza è sottile e generalmente liscia con poche fessurazioni, specie nel legno più giovane. Invece i rami nuovi tendono ad essere lisci di colore verde-rossastro con delle gemme vegetative di forma ovale e protette da brattee brune, posizionate prevalentemente nelle ascelle fogliari verso l'apice del ramo.
Le foglie sono pelose ai margini (carattere distintivo che dà alla pianta il suo nome), persistenti, di forma oblungo-lanceolata e con fillotassi spiralata.
Le infiorescenze sono portate sugli apici dei rami e di struttura racemosa a corimbo con 3-10 fiori campanulati a 5 petali attinomorfi saldati rosa, un pistillo e 10 stami. Ogni fiore è attaccato a un peduncolo peloso con 5 sepali anch'essi con i margini pelosi. Nel periodo freddo le infiorescenze sono protette da delle perule rosso-brune componenti le gemme fiorali che si apriranno poi con la bella stagione. I frutti sono delle capsule sviluppate ognuna da un fiore, che arrivate a maturazione si aprono lungo 5 linee di sutura liberando i piccoli semi maturi.
L'apparato radicale è superficiale e sensibile ai periodi di secca. Particolarità di questa specie è quella di abitare suoli calcarei a differenza di altre specie del genere Rhododendron che spesso sono calcifughe e amanti dei substrati acidi.

## Distribuzione e habitat

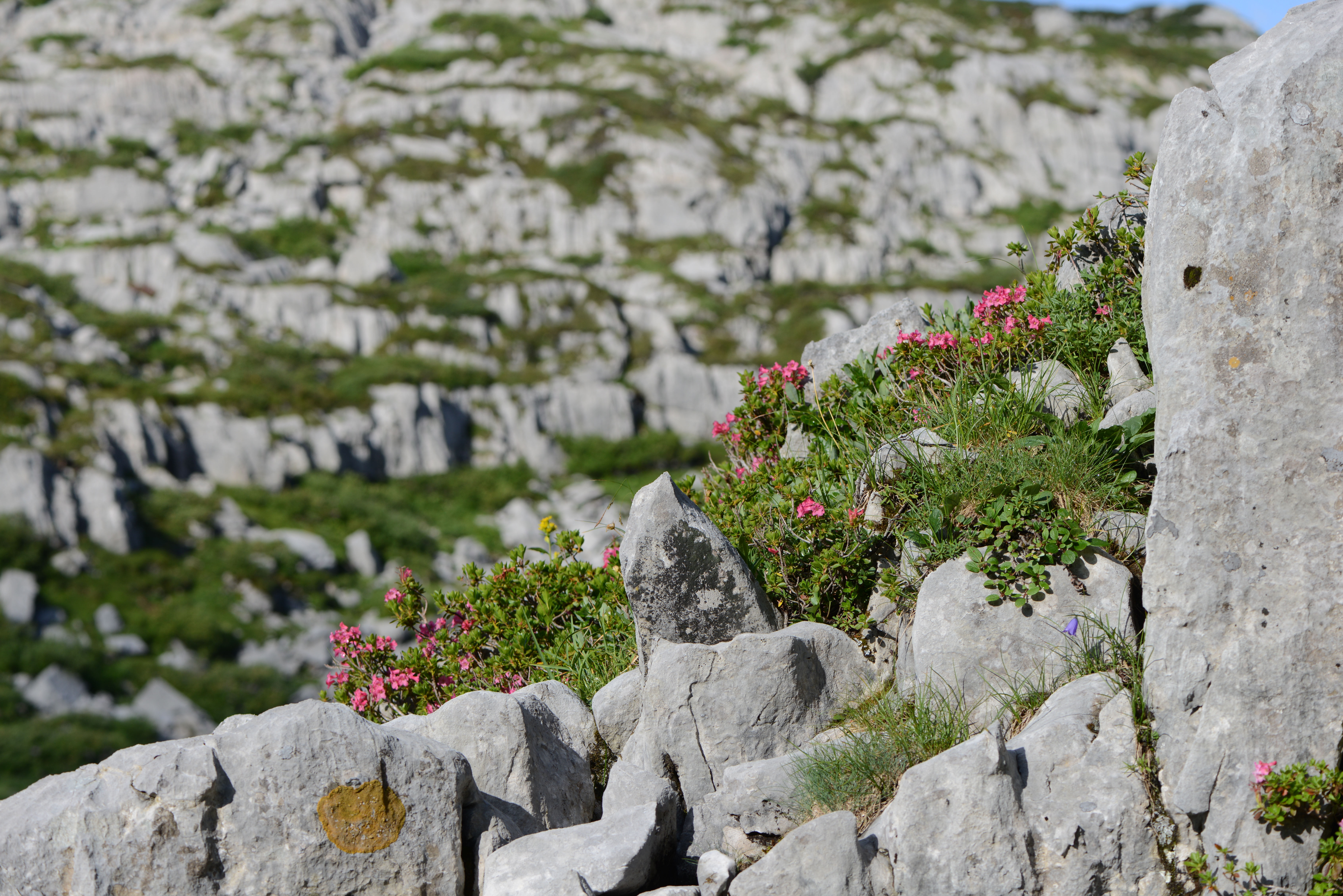
Le caratteristiche pioniere ed eliofile permettono a R. hirsutum di colonizzare rupi carsiche.

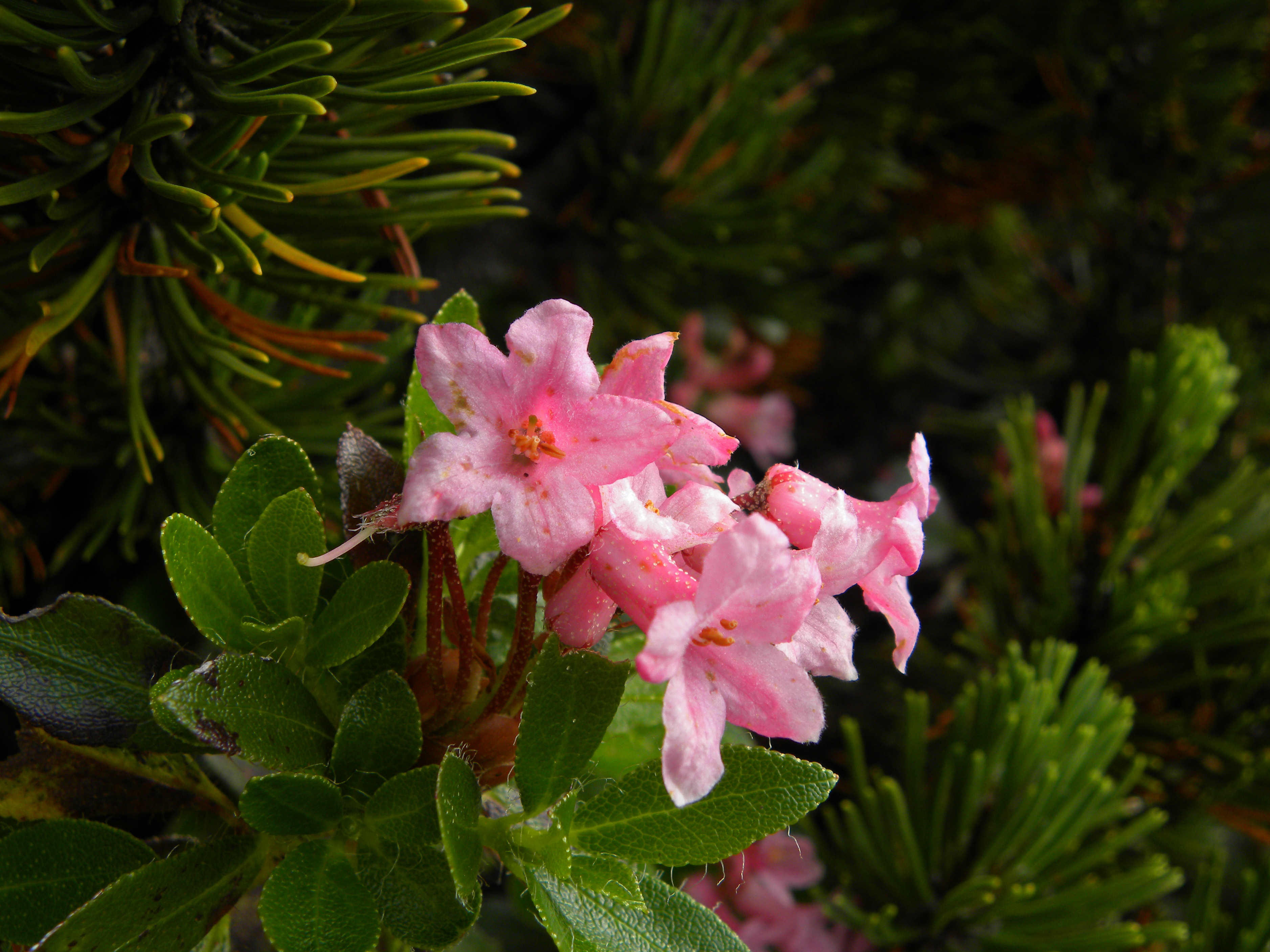
Associazione R. hirsutum e Pinus mugo.

R. hirsutum è endemico nelle Alpi in Francia, Svizzera, Germania, Austria, Italia, Slovenia e Croazia, e si trova spesso in associazione con altri arbusti come Juniperus communis e Pinus mugo oltreché con essenze arboree come larice, pino silvestre e abete rosso.
In Italia l'arbusto è presente in Lombardia, Trentino-Alto Adige, Friuli-Venezia Giulia e Veneto nelle zone alpine, soprattutto sulle Dolomiti. 
Può essere confuso con Rhododendron ferrugineum, anche se questo abita un areale più vasto in Italia che comprende anche l'Appennino Settentrionale e le Alpi Occidentali e oltretutto ha esigenze di terreno diverse (pH acido) così come diverse sono le caratteristiche fenotipiche.
Vegeta tipicamente su substrati calcareo-dolomitici a pH tendente all'alcalino, vivendo in zone rocciose montane è da considerarsi pioniera ed eliofila. La si trova ad altitudini comprese tra gli 800 e i 2400 m, ma di rado la si può osservare a quote inferiori (circa 200–250 m).

## Usi
È una pianta mellifera molto visitata dalle api, per il polline e soprattutto per il nettare, da cui traggono un pregiato miele.